# Clubiona pseudoneglecta
Clubiona pseudoneglecta este o specie de păianjeni din genul Clubiona, familia Clubionidae, descrisă de Wunderlich, 1994. Conform Catalogue of Life specia Clubiona pseudoneglecta nu are subspecii cunoscute.